# Давід Крейчі
Давід Крейчі (чеськ. David Krejčí; 28 квітня 1986, м. Штернберк, ЧССР) — чеський хокеїст, що грав на позиції центрального нападника.
Вихованець хокейної школи ХК «Штернберк». Виступав за «Гатіно Олімпік» (QMJHL), «Провіденс Брюїнс» (АХЛ), «Бостон Брюїнс».
В чемпіонатах НХЛ — 308 матчів (61+160), у турнірах Кубка Стенлі — 52 матчі (19+25).
У складі національної збірної Чехії учасник зимових Олімпійських ігор 2010 (5 матчів, 2+1), учасник чемпіонатів світу 2008 і 2012 (15 матчів, 3+4). У складі молодіжної збірної Чехії учасник чемпіонатів світу 2005 і 2006. У складі юніорської збірної Росії учасник чемпіонату світу 2004.

## Досягнення
- Володар Кубка Стенлі (2011)
- Бронзовий призер чемпіонату світу (2012)
- Бронзовий призер молодіжного чемпіонату світу (2005)
- Бронзовий призер юніорського чемпіонату світу (2004).